# Едін Вишча
Едін Вишча (босн. Edin Višća, нар. 17 лютого 1990, Олово) — боснійський футболіст, півзахисник клубу «Трабзонспор» та національної збірної Боснії і Герцеговини.

## Клубна кар'єра
Народився 2 лютого 1990 року в місті Олово, СФРЮ, нині Боснія і Герцеговина. Вихованець футбольної школи клубу «Будучност» (Бановичі).
Дорослу футбольну кар'єру розпочав 2009 року в столичному «Желєзнічарі», в якому провів два сезони, в першому з яких допоміг клубу стати чемпіоном, а у другому — володарем кубка країни. Всього взявш участь у 38 матчах чемпіонату.
10 серпня 2011 року підписав п'ятирічний контракт з турецьким клубом «Істанбул ББ», з яким влітку 2013 року вилетів до другого за рівнем дивізіону Туреччини, де продовжив грати. Наразі встиг відіграти за стамбульську команду 165 матчів у національному чемпіонаті.

## Виступи за збірні
Протягом 2010–2012 років залучався до складу молодіжної збірної Боснії і Герцеговини. На молодіжному рівні зіграв у 16 офіційних матчах, забив 3 голи.
10 грудня 2010 року дебютував в офіційних матчах у складі національної збірної Боснії і Герцеговини в товариській грі проти збірної Польщі (2:2), відігравши на полі весь матч і отримавши жовту картку.
Наразі провів у формі головної команди країни 55 матчів, забив 10 голів.

## Досягнення
- Чемпіон Боснії і Герцеговини (1):

«Желєзнічар»: 2009-10
- Володар Кубка Боснії і Герцеговини (1):

«Желєзнічар»: 2010-11
- Чемпіон Туреччини (2):

«Істанбул Башакшехір»: 2019-20
«Трабзонспор»: 2021-22
- Володар Суперкубка Туреччини (1):

«Трабзонспор»: 2022